# Anthidium toro
Anthidium toro är en biart som beskrevs av Urban 2001. Anthidium toro ingår i släktet ullbin, och familjen buksamlarbin. Inga underarter finns listade i Catalogue of Life.